# Chakana

Chakana

Chakana nebo chacana (výslovnost [čakana]), také andský kříž nebo stupňový kříž, je symbol používaný původními obyvateli andské oblasti. Má podobu kříže spojeného se čtvercem a vytvářejícího dvanáct hrotů. Obvykle bývá uprostřed kříže umístěn kruh. 
Původ výrazu chakana je odvozován z ajmarského výrazu Jach’a Qhana (velké třpytivé světlo). Podoba symbolu proto odkazuje na Souhvězdí Jižního kříže a 3. květen, kdy je Jižní kříž nejvýše na obloze, byl u indiánů počátkem nového roku. Čtyři ramena kříže pak představují roční období a dvanáct rohů signalizuje rozdělení roku na dvanáct měsíců.
Antropolog Scott C. Smith tento kříž interpretuje jako půdorys stupňovité pyramidy. Vychází ze sousloví chaka hanan (most k výšinám) a v tomto smyslu představuje chakana spojení země a nebes. Tři stupně každého ramene mohou také znamenat trojici posvátných zvířat: hada, pumu a kondora.
Podle nálezu z Ventarronu v regionu Lambayeque se chakana používala v předkolumbovské Americe již před čtyřmi tisíci lety. Motiv se vyskytuje rovněž na obelisku, který Julio C. Tello objevil v Chavínu. Podobu poloviční chakany má svatyně Akapana nalezená v Tiwanaku. Symbol se objevuje na nádobách qiru používaných k pití čiči nebo jako vzor slavnostních oděvů uncu. Později chakanu přijala Incká říše, kde kříž představoval zemi čtyř světových stran Tawantinsuyu a kruh v jeho středu město Cuzco jako pupek světa. Chakana byla proto užívána k výzdobě inckých kultovních míst jako Machu Picchu a Iñaq Uyu.
Chakana patří také k symbolům hnutí New Age. Objevuje se i v moderním kontextu, např. v motivu dlažby okolo Obelisku hrdinů na hlavním náměstí v Iquitosu, v logu bolivijské vlády nebo peruánské politické strany Perú Posible. Symbol je také použit ve znaku peruánského regionu Puno nebo na vlajce chilského města Calama.

## Galerie

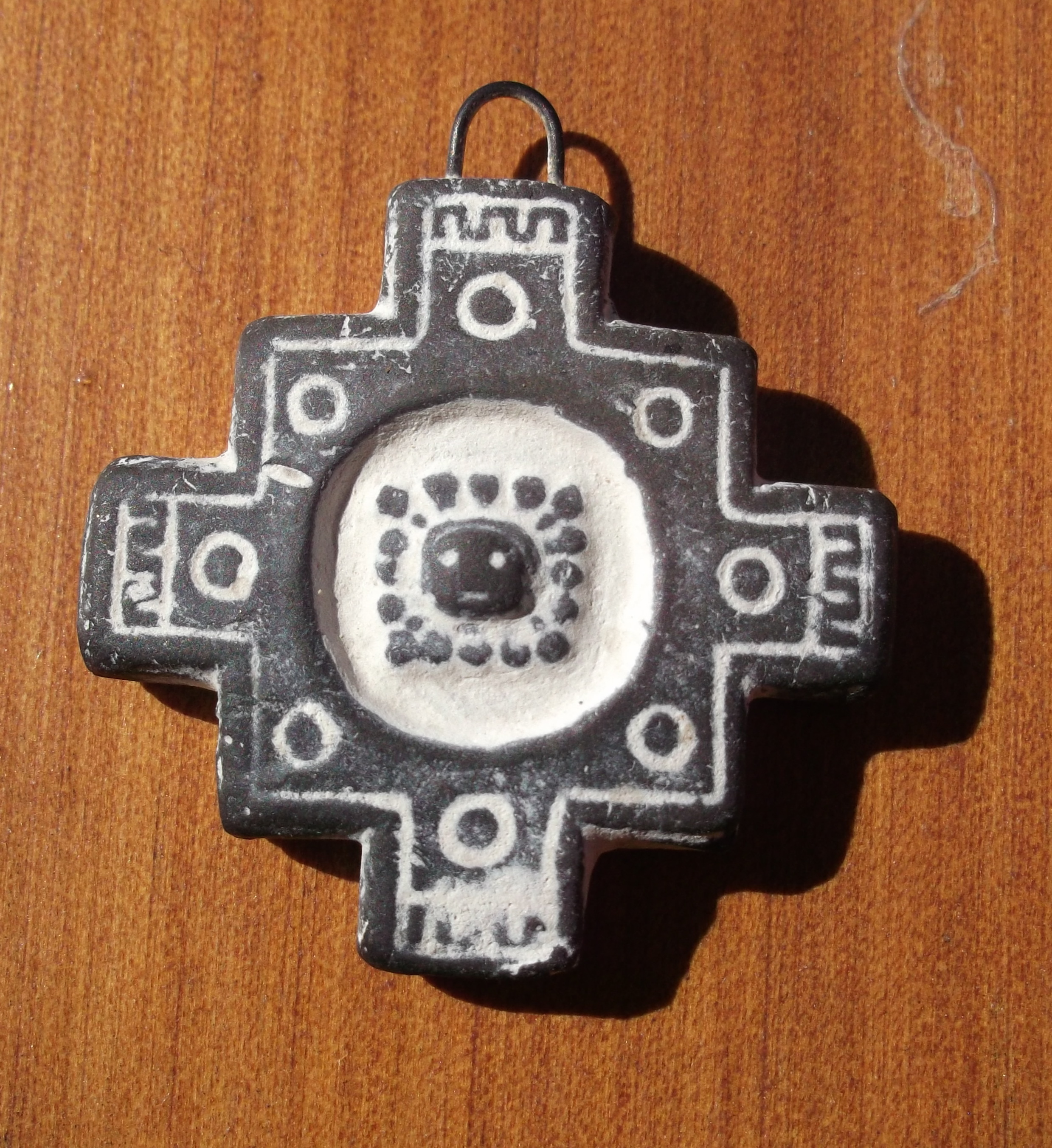
Kamenná chacana, rukodělný suvenýr z Jujuy
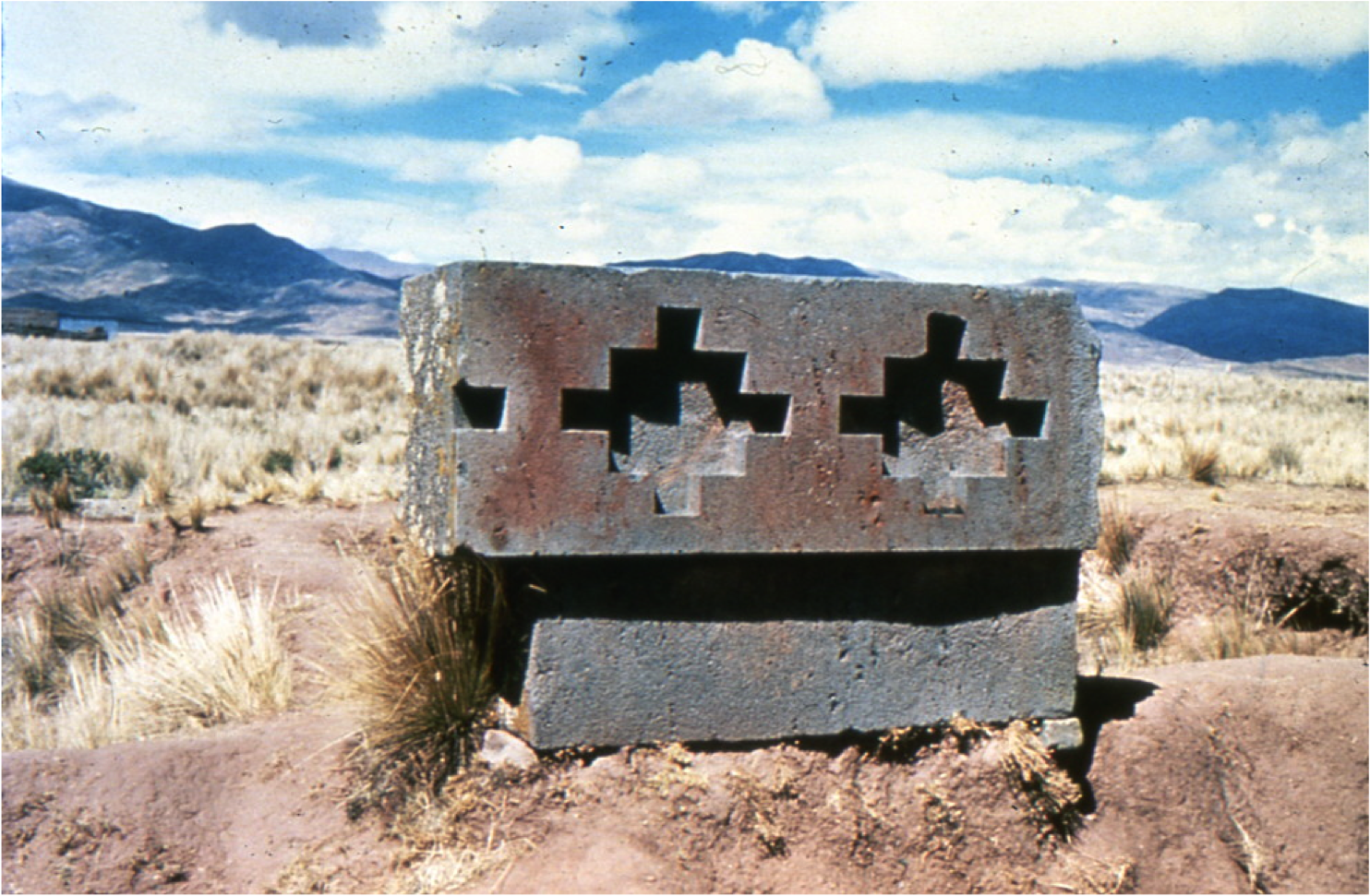
Hradby Tiwanaku
Vlajka regionu Puno